# 巴拿马怪物
巴拿马怪物（英语：Panama Creature）是指2009年9月14日在巴拿马蓝山发现的不明生物尸体，根据后续鉴定确认这是一只褐喉树懒。

## 鉴定
巴拿马国家环境局（National Environmental Authority of Panama）对巴拿马怪物进行了回收鉴定，认为这是一只在中美洲与南美洲广泛分布的褐喉树懒，由于长时间浸泡于水中导致毛发脱落与尸体充满腐败气体而被误认作不明生物。